# Altopiano Emimonto
L'altopiano Emimonto (in inglese Hemimont Plateau), centrato alle coordinate 67°43′S 66°06′W, è un altopiano completamente ricoperto dai ghiacci situato nella Terra di Graham, in Antartide. In particolare, l'altopiano si trova a metà strada tra le coste di Loubet e di Fallières, a ovest, e la costa di Bowman, a est, e si estende per circa 100 km dalla testa dei ghiacciai Finsterwalder e Demorest, a nord, alla parte settentrionale del ghiacciaio Neny, a sud. L'altopiano ha un'altezza media di circa 1.600 m oltrepassando, nella sua parte meridionale, i 1.700 m., e a partire dai suoi versanti fluiscono, oltre ai tre già citati, diversi altri ghiacciai, tra i quali il Barnes, il Klebelsberg, il Kom e lo Swithinbank.

## Storia
L'altopiano Emimonto è stato così battezzato dalla Commissione bulgara per i toponimi antartici in onore dell'Emimonto, un'antica provincia romana situata in corrispondenza dell'odierna Bulgaria sud-orientale. 